# Eu, Você, o Mar e Ela
"Eu, Você, o Mar e Ela" é uma canção de sertanejo do cantor e compositor brasileiro Luan Santana, lançada em 20 de junho de 2016 pela Som Livre. A música foi composta por Luan Santana em parceria com Dudu Borges e Douglas Cesar, e foi o primeiro single do álbum "1977" (2016).

## Composição
A canção retrata encontros românticos e o poder transformador do amor, inicialmente explorando o desejo por uma aventura passageira que evolui para sentimentos mais profundos. Luan Santana revelou que o título faz referência à Lua, mencionada na frase "a Lua até beijou o mar, pra não ficar de vela". A música combina elementos do sertanejo com a bachata, ritmo latino originário da República Dominicana, conferindo um tom romântico e dançante à melodia. Segundo o cantor, a letra descreve um cenário onde "a Lua até beijou o mar para não ficar de vela", representando os quatro personagens da canção: eu, você, o mar e a Lua, todos "perdidos de amor". Sobre o título, Luan explicou que "ela" pode ter múltiplas interpretações, brincando com a possibilidade de sugerir uma situação descontraída, mas enfatizando que, para ele, "ela" se refere à própria Lua.

## Videoclipe
O videoclipe de Eu, Você, o Mar e Ela, dirigido por Fernando Grostein, foi gravado em Ilhabela e apresenta um cenário praiano com cenas românticas. A produção ocorreu em um veleiro, trazendo uma estética que reforça o tom da música. Luan Santana comentou sobre as dificuldades das gravações devido ao frio intenso e destacou que o clipe explora um lado mais sensual, com a mulher no papel central da narrativa. O videoclipe foi lançado no Domingão do Faustão e teve boa recepção, contribuindo para a popularidade da música nas plataformas digitais que alcançou 100 milhões de reproduções no Spotify em julho de 2024.

## Lista de faixas
- Download digital

1. "Eu, Você, o Mar e Ela" - 3:09[6]

## Prêmios e indicações
| Ano  | Prêmio          | Indicação     | Resultado |
| ---- | --------------- | ------------- | --------- |
| 2016 | Melhores do Ano | Música do Ano | Venceu    |

## Desempenho nas tabelas musicais
A canção alcançou o primeiro lugar na Billboard Brasil Hot 100 Airplay e liderou rankings regionais em Campinas, Ribeirão Preto e Belo Horizonte. No final de 2016, posicionou-se em 26º lugar no ranking anual da Billboard Brasil.
| Tabela musical (2016)                                         | Melhor posição |
| ------------------------------------------------------------- | -------------- |
| Brasil - Billboard Brasil Hot 100 Airplay                     | 1              |
| Brasil - Billboard Brasil Regional Campinas Hot Songs         | 1              |
| Brasil - Billboard Brasil Regional Ribeirão Preto Hot Songs   | 1              |
| Brasil - Billboard Brasil Regional Belo Horizonte Hot Songs   | 1              |
| Brasil - Billboard Brasil Regional Grande São Paulo Hot Songs | 2              |
| Brasil - Billboard Brasil Regional Goiânia Hot Songs          | 2              |

| Tabela musical (2016)                   | Melhor posição |
| --------------------------------------- | -------------- |
| Brasil Billboard Brasil Hot 100 Airplay | 26             |